# ポーニミット駅
ポーニミット駅（ポーニミットえき、タイ語 : สถานีโพธิ์นิมิตร）は、タイ王国のバンコク都トンブリー区にある、バンコク・スカイトレイン シーロム線の駅である。駅番号は「S9」。

## 概要
2013年1月12日に、シーロム線がウォンウィアン・ヤイ駅より当駅まで路線延長され、それにともない終着駅として開業した。開業後約1ヶ月間は終着駅であったが同年2月14日にタラートプルー駅まで延伸開業したことにより中間駅となった
。（2014年1月5日まで）は、ウォンウィアン・ヤイ駅 - バーンワー駅の区間は無料であったが2014年1月6日よりウォンウィアン・ヤイ - バーンワー駅は一律15バーツとなった。この区間以外の駅より乗車の際にはウォンウィアン・ヤイ駅までの運賃に加えて15バーツが徴収される。

## 駅構造
高架式3層構造で地上部分はラチャプルック通りとなっており、2階部分は改札・連絡通路となっている、相対式ホーム2面2線の高架駅である。

### 駅階層

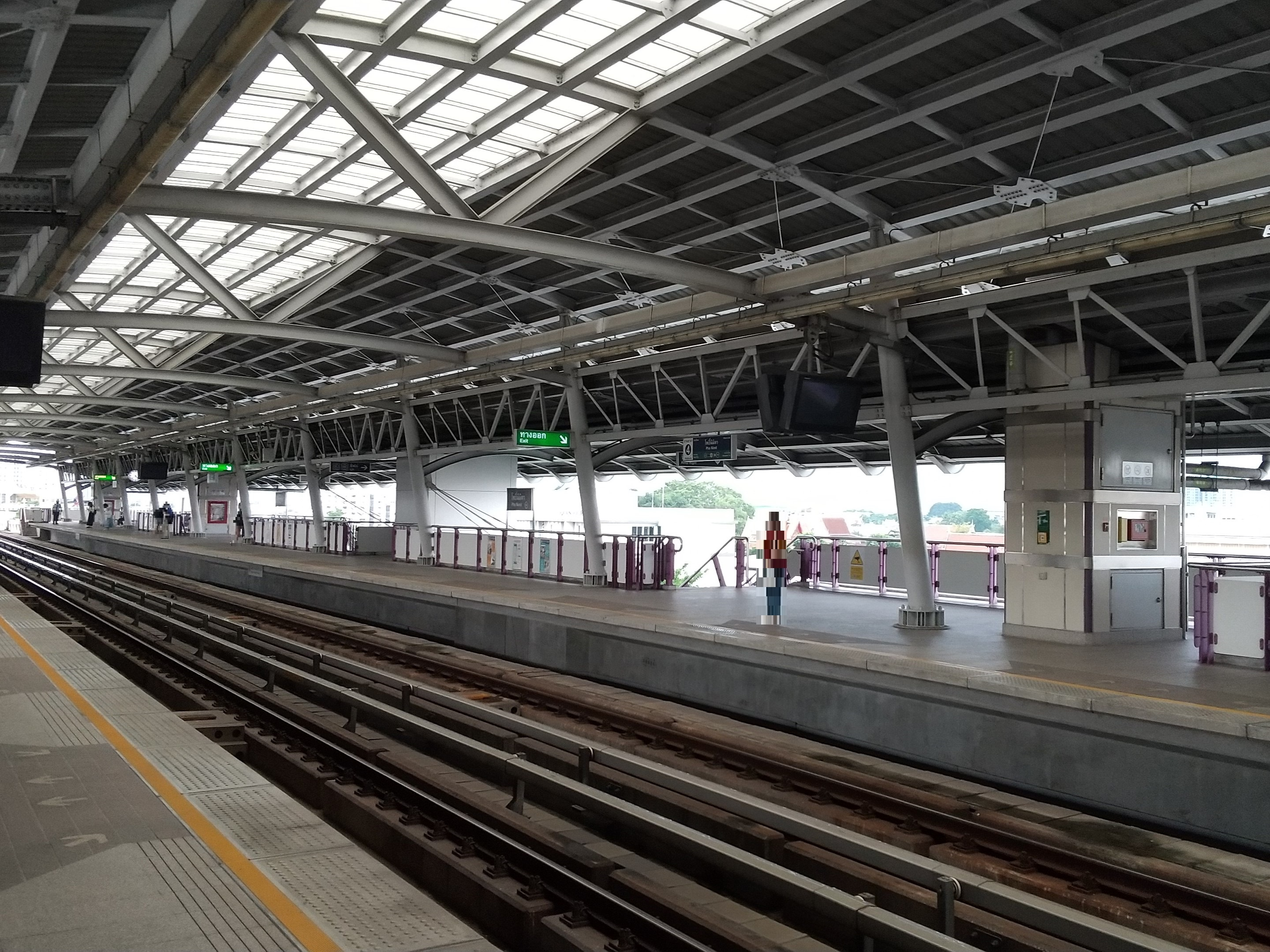
プラットホーム
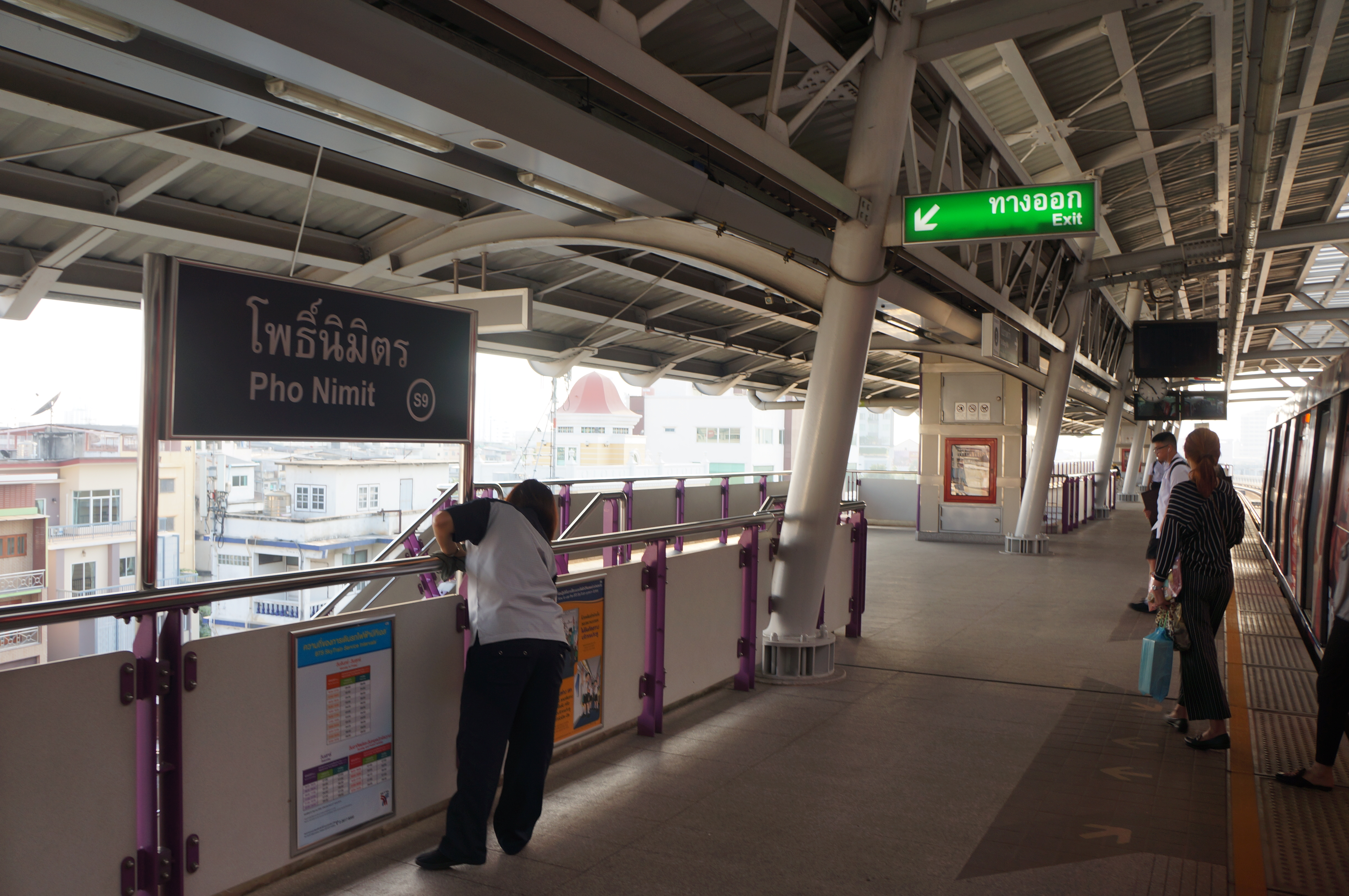
プラットホーム

| 3階          |                                                                  |                        |
| 相対式ホーム |                                                                  |                        |
| 3番線・下り  | タラートプルー、ウターカート、バーンワー方面                     |                        |
| 4番線・上り  | ウォンウィアン・ヤイ、サラデーン・サナームキラーヘンチャート方面 |                        |
| 相対式ホーム |                                                                  |                        |
| 2階          | コンコース                                                       | 自動券売機、自動改札口 |
| 1階          | 出入口                                                           | ラチャプルック通り     |

- プラットホーム
- プラットホーム